# Glaphyrus
Glaphyrus (лат., от др.-греч. γλᾰφῠρός — тщательно отделанный) — род насекомых из семейства мохнатых хрущиков.

## Описание
Бока среднегруди видны сверху между боками переднеспинки и основанием надкрылий (как у представителей рода Cetonia)/ Передние голени с тремя длинными зубцами, из которых два задних загнуты назад. Задние бёдра самцов утолщены.

## Систематика
В составе рода:
- Glaphyrus anemonius (Brullé, 1832)
- Glaphyrus apicalis (Brullé, 1832)
- Glaphyrus comosus Harold, 1869
- Glaphyrus diffusus (Petrovitz, 1957)
- Glaphyrus festivus Menetries, 1836
- Glaphyrus foina (Reitter, 1890)
- Glaphyrus haroldi Quedenfeldt, 1891
- Glaphyrus hirsutus (Brullé, 1832)
- Glaphyrus humeralis (Brullé, 1832)
- Glaphyrus lucarellii (Piattella & Sabatinelli, 1992)
- Glaphyrus modestus Kiesenwetter, 1858
- Glaphyrus onopordi Reitter, 1903
- Glaphyrus oxypterus Pallas, 1771
- Glaphyrus rothi Harold, 1869
- Glaphyrus scutellatus (Brullé, 1832)
- Glaphyrus serratulae (Fabricius, 1792)
- Glaphyrus caucasicus (Kraatz, 1887)
- Glaphyrus syriacus Harold, 1869
- Glaphyrus varians Ménétriés, 1836
- Glaphyrus vulpes (Fabricius, 1781)